# Pál Simon
Pál Simon (Budapest, 31 dicembre 1891 – Budapest, 15 gennaio 1956) è stato un velocista ungherese.

## Biografia
Nel 1908 prese parte ai Giochi olimpici di Londra: sui 100 metri piani arriva secondo nella sua batteria con il tempo di 11"5, dietro allo statunitense William Hamilton. Esce presto anche sui 200 metri piani arrivando quarto su cinque nella propria batteria.
Vince la medaglia di bronzo nella staffetta olimpica (200 + 200 + 400 + 800 metri) con Frigyes Mezei, József Nagy e Ödön Bodor correndo i primi 200 metri.

## Palmarès
| Anno | Manifestazione  | Sede   | Evento             | Risultato | Prestazione | Note |
| ---- | --------------- | ------ | ------------------ | --------- | ----------- | ---- |
| 1908 | Giochi olimpici | Londra | 100 m piani        | Batteria  | 13"5        |      |
| 1908 | Giochi olimpici | Londra | 200 m piani        | Batteria  | n/d         |      |
| 1908 | Giochi olimpici | Londra | Staffetta olimpica | Bronzo    | 3'32"5      |      |